# Henry Beard Delany
Henry Beard Delany né le 5 février 1858 et mort le 14 avril 1928 est un pasteur et la première personne afro-américaine élue évêque suffragant de l'Église épiscopale des États-Unis. Né dans une famille méthodiste, il obtient une bourse pour étudier la théologie au St. Augustine's College de Raleigh, en Caroline du Nord. 
il est ordonné diacre en 1889 et prêtre en 1892. Il est élu  évêque suffragant pour l'œuvre des Noirs lors de la convention diocésaine de Caroline du Nord et consacré en 1918. Il accepte d'aider les évêques de l'est et de l'ouest de la Caroline du Nord, de la Caroline du Sud et de la Haute Caroline du Sud à établir des paroisses noires distinctes conformément aux lois Jim Crow. Il épouse Nannie James (1861-1956), major de sa classe (et membre du corps professoral du St. Augustine's College), de Danville, Virginie, en 1886. Ils ont dix enfants, dont Sadie et Bessie Delany, pionnières de longue date des droits civiques. 
Henry Delany meurt à son domicile sur le campus en 1928, à l'âge de 70 ans. Son plus jeune fils, Samuel, est le père de l'auteur, critique et éducateur de science-fiction Samuel R. Delany, Jr., qui a remporté de nombreux prix majeurs en littérature.

## Biographie
Henry Delany est né esclave à St. Mary's, en Géorgie, en 1858. Ses parents sont Thomas Delany, charpentier de navires et de maisons, et Sarah, servante dans une famille méthodiste de cette ville. Après la guerre civile américaine et l'émancipation, la famille déménage à Fernandina Beach, en Floride. Là, Henry Beard Delany apprend la pose de briques, le plâtre et la menuiserie auprès de son père, et aide dans la ferme familiale. Il fréquente une école financée par le Freedmen's Bureau et dirigée par des missionnaires.
En 1881, le recteur de l'église épiscopale Saint-Pierre de cette ville, le révérend Owen Thackera, finance une bourse pour permettre à Delany de fréquenter le St. Augustine's College de Raleigh, en Caroline du Nord. Des prêtres épiscopaux avaient fondé le collège en 1867 pour éduquer les hommes et les femmes nouvellement libérés. Là, Delany étudie la théologie, la musique et d'autres matières.

## Carrière
Delany rejoint l'église épiscopale Saint-Ambroise de Raleigh, où il est ordonné diacre en 1889 et prêtre en 1892.
De 1889 à 1904, Delany siège à la Commission de l'Église nationale pour le travail parmi les personnes de couleur. Il visite des congrégations épiscopales, méthodistes, baptistes et méthodistes africaines (AME), ainsi que des écoles organisées, et rencontre et organise des programmes d'éducation pour les prisonniers. Après avoir été nommé archidiacre pour l'œuvre des Noirs dans le diocèse de Caroline du Nord, Delany  démissionne de son poste au collège. Il continue à vivre sur le campus, tandis que sa femme continue à enseigner et à servir de directrice du collège. L'Université Shaw de Raleigh lui décerne un diplôme honorifique en 1911 pour ses activités éducatives.
Delany est élu à l'unanimité évêque suffragant pour l'œuvre des Noirs lors de la convention diocésaine de Caroline du Nord et consacré en 1918. Il accepte d'aider les évêques de l'est et de l'ouest de la Caroline du Nord, de la Caroline du Sud et de la Haute Caroline du Sud à établir des paroisses noires distinctes conformément aux lois Jim Crow prédominantes dans le sud. Henry Delany préconise de maintenir les épiscopaliens afro-américains unis au sein de l'Église malgré les pratiques ségrégationnistes au sein de l'Église et de la société.

## Mort
Henry Delany meurt à son domicile sur le campus en 1928, à l'âge de 70 ans. Après une cérémonie commémorative dans la chapelle qu'il avait contribué à construire, il est enterré au cimetière Mount Hope à Raleigh.

## Famille
Delany épouse Nannie James (1861-1956), major de sa classe (et membre du corps professoral du St. Augustine's College), de Danville, Virginie, en 1886. Ils ont dix enfants, dont Sadie et Bessie Delany, pionnières de longue date des droits civiques, qui ont eu une carrière historique à New York. Elles sont également  les sujets du best-seller autobiographique d'histoire orale Having Our Say et sont devenues célèbres à l'âge de 103 et 101 ans respectivement, Son fils Hubert Thomas Delany est devenu l'un des premiers juges afro-américains nommés à New York. Plus tard au cours de sa longue  carrière, il est devenu conseiller juridique auprès de nombreux militants éminents des droits civiques. Son plus jeune fils, Samuel, est le père de l'éminent auteur, critique et éducateur de science-fiction Samuel R. Delany, Jr., qui a remporté de nombreux prix majeurs en littérature.
Enfants
- Lemuel Thackara Delany (1887-1956).
- Sarah-Louise Delany (1889-1999).
- Annie Elizabeth Delany (1891-1995).
- Julia Emery Delany (1893-1974).
- Le révérend Henry Delany, Jr. (1895-1991).
- Lucius Delany (1897-1969).
- William Manross Delany (1899-1955).
- Hubert Thomas Delany (1901-1990).
- Laura Edith Delany (1903-1993).
- Samuel Ray Delany (1906-1960).